# Bouquet (mathématiques)
Pour les articles homonymes, voir Bouquet et Wedge (mathématiques).
En mathématiques, un bouquet, ou wedge, est une réunion d'espaces topologiques pointés qui identifie leurs points de base.
Cette notion est à la base de la construction des CW-complexes. Elle constitue aussi le coproduit dans la catégorie des espaces pointés, c'est pourquoi on l'appelle également « somme pointée ».